# Schreineria
Schreineria is een geslacht van insecten uit de orde vliesvleugeligen (Hymenoptera) en de familie Ichneumonidae.

## Soorten
- S. africator Aubert, 1974
- S. caviclypeus (Morley, 1926)
- S. ceresia (Uchida, 1940)
- S. cingulipes (Forster, 1888)
- S. dholpurensis Gupta & Jonathan, 1967
- S. dunensis Gupta & Gupta, 1983
- S. flavocollaris Gupta & Gupta, 1983
- S. flavorbitalis Gupta & Gupta, 1983
- S. geniculata (Uchida, 1932)
- S. hashimotoi Kusigemati, 1985
- S. himalayana Gupta & Jonathan, 1967
- S. melanosoma (Rudow, 1882)
- S. populnea (Giraud, 1872)
- S. recava Sheng & Ding, 2009
- S. regulator (Seyrig, 1952)
- S. similiceresia Sheng & Sun, 2010
- S. taiwana Gupta & Gupta, 1983
- S. tholivertex Gupta & Gupta, 1983
- S. townesorum Gupta & Gupta, 1983
- S. zeuzerae Schreiner, 1905